# Shūmatsu nani shitemasu ka? Isogashii desu ka? Sukutte moratte ii desu ka?
Shūmatsu nani shitemasu ka? Isogashii desu ka? Sukutte moratte ii desu ka? (jap. 終末なにしてますか？　忙しいですか？　救ってもらっていいですか？), w skrócie SukaSuka – seria light novel napisana przez Akirę Kareno i zilustrowana przez Ue, wydawana nakładem wydawnictwa Kadokawa Shoten pod imprintem Kadokawa Sneaker Bunko od 1 listopada 2014 do 1 kwietnia 2016. Następnie powstała kontynuacja serii pod tytułem Shūmatsu nani shitemasu ka? Mō ichido dake, aemasu ka? (jap. 終末なにしてますか？もう一度だけ、会えますか？), w skrócie SukaMoka, której tomy ukazywały się od 1 kwietnia 2016 do 30 lipca 2021.
Na podstawie light novel powstała manga publikowana na łamach „Gekkan Comic Alive”, 12-odcinkowy telewizyjny serial anime wyprodukowany przez studia Satelight oraz C2C, a także dwutomowy spin-off pod tytułem Shūmatsu nani shitemasu ka? Iden: Leila Asprey (jap. 終末なにしてますか？異伝 リーリァ・アスプレイ Shūmatsu nani shitemasu ka? Iden Rīrya Asupurei).

## Fabuła
Minęło ponad 500 lat, odkąd ludzkość prawie wyginęła z rąk przerażających i tajemniczych „bestii”. Ocalałe rasy tworzą teraz swoje domy, miasta i osady na latających wyspach na niebie, aby trzymać się poza zasięgiem wszystkich bestii poza najbardziej mobilnymi. Tylko grupa młodych dziewcząt, zwana leprechaunami, może władać starożytną wykopaną bronią potrzebną do odparcia inwazji tych niebezpiecznych stworzeń. W niestabilne i ulotne życie ludzi, gdzie zwykłe wezwanie do pewnej śmierci może nadejść w każdej chwili, wkracza nieprawdopodobna postać: tajemniczy mężczyzna, który stracił wszystko w swojej ostatniej bitwie pięćset lat temu i obudził się z długiego, lodowatego snu. Niezdolny do dalszej walki mężczyzna, Willem, staje się ojcem, którego dzieci nigdy nie miały, opiekując się nimi i wychowując je, nawet gdy usiłuje pogodzić się z nowym życiem, w którym odczuwa ból bezradnego czekania na swoich bliskich wrócić do domu z bitwy, którą jego „Córka” czuła do niego tak dawno temu. Razem Willem i leprechauny stopniowo zaczynają rozumieć, co oznacza rodzina i co naprawdę warto chronić w ich życiu.

## Bohaterowie
Willem Kmetsch (jap. ヴィレム・クメシュ Viremu Kumeshu)
Seiyū: Ryōhei Arai 
Główny bohater serii, „żywy” emnetwiht (人間族 „człowiek”; z języka anglosaskiego) w świecie, w którym ludzie zostali wyniszczeni przez stworzenia nazywane przez nich „bestiami”. Willem znany jest również jako Mistrz Miecza Czarnego Agatu, który zostaje później odnaleziony pod zamarzniętym jeziorem po tym, jak poteau Ebon Candle przeklął go na 500 lat, skazując na petryfikację. Kontynuuje walkę z bestiami, tym razem jako doradca „wróżek”, gdyż po walce z Ebon Candle jego ciało jest zbyt zniszczone, by móc władać bronią. Jako aktywny wojownik władał kiedyś Percivalem, masowo produkowaną wersją wykopanej broni (zwanej kiedyś Carillonami).
Chtholly Nota Seniorious (jap. クトリ・ノタ・セニオリス Kutori Nota Seniorisu)
Seiyū: Azusa Tadokoro 
Jedna z leprechaunów (黄金妖精 dosł. „złota wróżka”), potrafiących władać bronią; swoją odziedziczyła Seniorious, która kiedyś należała do Lillii, dzielnej dziewczyny z przeszłości Willema, a uczucie do niego rodzi się w momencie, gdy spotyka go po raz pierwszy.
Ithea Myse Valgulious (jap. アイセア・マイゼ・ヴァルガリス Aisea Maize Varugarisu)
Seiyū: Machico 
Leprechaun mająca włosy ułożone na kształt kocich uszu. Ma radosną osobowość i często żartuje, że Willemowi podobają się tylko dziewczyny w jej wieku, ale ukrywa swoją prawdziwą tożsamość. Jest posiadaczką wykopanej broni zwanej Valgulious.
Nephren Ruq Insania (jap. ネフレン・ルク・インサニア Nefuren Ruku Insania)
Seiyū: Akari Uehara 
Leprechun rzadko okazująca emocje, która troszczy się o Willema i bardzo mu pomaga, ale z niewiadomych przyczyn często się do niego przykleja. Uwielbia kwiaty. Jest posiadaczką wykopanej broni zwanej Insanią.
Rhantolk Ytri Historia (jap. ラーントルク・イツリ・ヒストリア Rāntoruku Itsuri Hisutoria)
Seiyū: Kazusa Aranami 
Leprechaun władająca wykopaną bronią Historia. Uwielbia czytać wiersze i wypowiada się w poetyckim tonie.
Nopht Keh Desperatio (jap. ノフト・ケー・デスペラティオ Nofuto Kē Desuperatio)
Seiyū: Inori Minase 
Leprechaun władająca wykopaną bronią Desperatio. Uwielbia mięso i wykazuje się brutalnością podczas zabijania bestii.
Tiat Siba Ignareo (jap. ティアット・シバ・イグナレオ Tiatto Shiba Igunareo)
Seiyū: Tomomi Mizuma 
Młoda, zaprawiona w boju leprechaun, ale nigdy nie sparowany z wykopaną bronią. Miłośniczka filmów romantycznych.
Pannibal Nox Katena (jap. パニバル・ノク・カテナ Panibaru Noku Katena)
Seiyū: Yurika Kubo 
Leprechaun, zawsze gotowa do walki. Zaatakowała Willema drewnianym mieczem, gdy ten szedł do magazynu, aby zgłosić się do służby.
Lakhesh Nyx Seniorious (jap. ラキシュ・ニクス・セニオリス Rakishu Nikusu Seniorisu)
Seiyū: Manaka Iwami 
Niezdarna i nieśmiała leprechaun, którą często można spotkać z Tiat, Collon i Pannibal.
Collon Rin Purgatorio (jap. コロン・リン・プルガトリオ Koron Rin Purugatorio)
Seiyū: Hina Kino 
Energiczna leprechaun, która zawsze mówi okrzykami.
Almita (jap. アルミタ Arumita)
Seiyū: Akane Kohinata 
Leprechaun, która spadła do wąwozu, ale pozostała obojętny na jej obrażenia, co sprawiło, że Willem zaczął kwestionować swoją prawdziwą misję w magazynie i placówce.
Nygglatho (jap. ナイグラート Naigurāto)
Seiyū: Kikuko Inoue 
Troll (喰人鬼 „demon pożerający ludzi”), pożąda ciała Willema, ale tłumi to w sobie. W ten sam sposób, w jaki Willem reprezentuje wojsko, ona reprezentuje gildię w zabezpieczaniu obiektu. Dobrze zna Willema, ponieważ przewodziła ekspedycji, która znalazła go w stanie skamieniałym.
Grick Graycrack (jap. グリック・グレイクラック Gurikku Gureikurakku)
Seiyū: Shigeru Chiba 
Goblin (緑鬼族 „zielony demon”), który pracuje jako poszukiwacz artefaktów na powierzchni (ziemia pod niebiańskimi wyspami, gdzie żyją bestie), co jest ryzykownym zajęciem. Chce, żeby Willem wstąpił do armii. Był z Rhanem i Nophtem na powierzchni podczas misji odzyskiwania artefaktów.
Limeskin (jap. ライムスキン Raimusukin)
Seiyū: Jūrōta Kosugi 
Oficer Reptilian (爬虫種). Willem mówi o nim "Jaszczur".
Almaria Duffner (jap. アルマリア・デュフナー Arumaria Dyufunā)
Seiyū: Satomi Satō 
Ostatnie wspomnienie Willema, zanim uległ skamienieniu, prawdopodobnie jedno z dzieci, którymi się opiekował.
Phyracorlybia Dorio (jap. フィラコルリビア・ドリオ Firakoruribia Dorio)
Seiyū: Honoka Inoue 
Jest likantropem (狼徴人), córką burmistrza podniebnego miasta Corny di Luce, który prosi Limeskina, a ten z kolei Willema, o pomoc w walce z grupą aktywistów, ale ze względu na jego powiązania z wojskiem nie mogą interweniować w sprawy polityczne, a Willem jest „zajęty opieką nad dziećmi”.
Lillia Asplay (jap. リーリァ・アスプレイ Rīria Asupurei)
Seiyū: Rina Satō 
Wysokiej rangi dzielny żołnierz z przeszłości Willema, który niegdyś władał Senioriousem.
Souwong Kandel (jap. スウォン・カンデル Suwon Kanderu)
Seiyū: Mugihito 
Były partner Willema sprzed 500 lat. Zginął w wyniku samobójczego ataku i stał się barrowwihtem (喪死者), umożliwiając Willemowi unieszkodliwienie Poteau (地神, „ziemskie bóstwo”) o imieniu Eboncandle (黒燭公). Przed śmiercią rzucił na siebie klątwę, która zmieniła jego siłę życiową, pozbawiając go człowieczeństwa, ale dając mu nieśmiertelność. W tym nowym stanie nie umrze ani z powodu obrażeń, ani z powodu wieku. Fascynują go białe peleryny. Eboncandle i Willem nazwali go wielkim mędrcem. Souwong, współpracując później z potężną bestią Eboncandle, stworzył ponad 500 lat temu Podniebny Archipelag latających wysp, by chronić ocalałych przed bestiami czyhającymi na powierzchni.
Elq Hrqstn (jap. エルク・ハルクステン Eruku Harukusuten)
Seiyū: brak 
Jest przybyszką (星神, „gwiezdne bóstwo”), o której mówi się, że stworzyła świat, ale ma wygląd młodej dziewczyny.

## Light novel
Pierwszy tom serii został wydany 1 listopada 2014 nakładem wydawnictwa Kadokawa Shoten pod imprintem Kadokawa Sneaker Bunko, a piąty i ostatni tom został wydany 1 kwietnia 2016. 1 lutego 2017 wydany został dodatkowy tom #EX, zawierający historię poboczną.
Równolegle z premierą ostatniego tomu, w sprzedaży ukazał się pierwszy tom kontynuacji, pod tytułem Shūmatsu nani shitemasu ka? Mō ichido dake, aemasu ka? (jap. 終末なにしてますか？もう一度だけ、会えますか？), natomiast ostatni, 11. tom – 30 lipca 2021. 

### Spin-off
1 czerwca 2019 oraz 1 czerwca 2020 w sprzedaży ukazywał się spin-off pod tytułem Shūmatsu nani shitemasu ka? Iden: Leila Asprey (jap. 終末なにしてますか？異伝 リーリァ・アスプレイ Shūmatsu nani shitemasu ka? Iden Rīrya Asupurei).

### Spis tomów

#### Shūmatsu nani shitemasu ka? Isogashii desu ka? Sukutte moratte ii desu ka?
| Nr | Data wydania (język japoński) | ISBN (język japoński)  |
| -- | ----------------------------- | ---------------------- |
| 1  | 1 listopada 2014              | ISBN 978-4-04-102269-6 |
| 2  | 1 stycznia 2015               | ISBN 978-4-04-102270-2 |
| 3  | 1 lipca 2015                  | ISBN 978-4-04-103288-6 |
| 4  | 1 stycznia 2016               | ISBN 978-4-04-103835-2 |
| 5  | 1 kwietnia 2016               | ISBN 978-4-04-104039-3 |
| EX | 1 lutego 2017                 | ISBN 978-4-04-105179-5 |

#### Shūmatsu nani shitemasu ka? Mō ichido dake, aemasu ka?
| Nr | Data wydania (język japoński) | ISBN (język japoński)  |
| -- | ----------------------------- | ---------------------- |
| 1  | 1 kwietnia 2016               | ISBN 978-4-04-104040-9 |
| 2  | 1 lipca 2016                  | ISBN 978-4-04-104655-5 |
| 3  | 1 grudnia 2016                | ISBN 978-4-04-104656-2 |
| 4  | 1 kwietnia 2017               | ISBN 978-4-04-104657-9 |
| 5  | 1 października 2017           | ISBN 978-4-04-104658-6 |
| 6  | 1 czerwca 2018                | ISBN 978-4-04-106867-0 |
| 7  | 1 grudnia 2018                | ISBN 978-4-04-107549-4 |
| 8  | 1 listopada 2019              | ISBN 978-4-04-107550-0 |
| 9  | 1 listopada 2020              | ISBN 978-4-04-109163-0 |
| 10 | 1 lipca 2021                  | ISBN 978-4-04-111410-0 |
| 11 | 30 lipca 2021                 | ISBN 978-4-04-111609-8 |

#### Shūmatsu nani shitemasu ka? Iden: Leila Asprey
| Nr | Data wydania (język japoński) | ISBN (język japoński)  |
| -- | ----------------------------- | ---------------------- |
| 1  | 1 czerwca 2019                | ISBN 978-4-04-108256-0 |
| 2  | 1 czerwca 2020                | ISBN 978-4-04-109171-5 |

## Manga
27 maja 2016 w magazynie „Gekkan Comic Alive” ogłoszono, że powstanie adaptacja w formie mangi, za której ilustracje odpowiadać będzie Kaname Seu. Pierwszy rozdział mangi ukazał się 27 czerwca 2016, zaś ostatni – 26 maja 2018. Wszystkie rozdziały mangi zostały skompletowane do czterech tomów, które wydawane były od 23 lutego 2017 do 23 czerwca 2018.
| Nr | Data wydania (język japoński) | ISBN (język japoński)  |
| -- | ----------------------------- | ---------------------- |
| 1  | 23 lutego 2017                | ISBN 978-4-04-069040-7 |
| 2  | 23 czerwca 2017               | ISBN 978-4-04-069249-4 |
| 3  | 22 grudnia 2017               | ISBN 978-4-04-069580-8 |
| 4  | 23 czerwca 2018               | ISBN 978-4-04-069883-0 |

## Anime
30 czerwca 2016, równolegle z premierą drugiego tomu serii Shūmatsu nani shitemasu ka? Mō ichido dake, aemasu ka? podano do wiadomości, że Shūmatsu nani shitemasu ka? Isogashii desu ka? Sukutte moratte ii desu ka? otrzyma projekt anime. Pół roku później ogłoszono, że adaptacja będzie w formie serialu telewizyjnego, którego premiera zaplanowana została na kwiecień 2017. Za reżyserię odpowiadał Jun'ichi Wada, scenariusz – Mariko Mochizuki, Shingo Nagai i Toshizō Nemoto we współpracy z autorem powieści, Akirą Kareno, muzykę – Tatsuya Katō, zaś produkcją wykonawczą zajęły się studia Satelight oraz C2C. 13 marca 2017 ogłoszono, że premiera anime odbędzie się 11 kwietnia na antenach AT-X, Tokyo MX, TV Aichi, Sun TV, TVQ Kyushu Broadcasting oraz BS11 z pierwotną emisją na antenach Tokyo MX oraz KBS Kyoto w każdy czwartek o 25:05. Serial ten składał się z 12 odcinków, które zostały potem zebrane w sześciu tomach na Blu-ray i DVD, wydawanych od 28 czerwca do 29 listopada 2017. Ostatni, 12. odcinek serialu wyemitowany został 27 czerwca.

### Dystrybucja poza Japonią
Poza Japonią, serial anime dostępny jest za pośrednictwem platformy Crunchyroll w wersji z napisami, natomiast na Funimation – z angielskim dubbingiem. Z kolei prawa do dystrybucji anime w Azji Południowej i Południowo-Wschodniej uzyskało Muse Communication, które odcinki udostępniało za pośrednictwem oficjalnego kanału w serwisie YouTube.

### Muzyka
W openingu wykorzystany został utwór „DEAREST DROP” wykonywany przez Azusę Tadokoro, zaś w endingu – utwór „From” zespołu TRUE.

### Spis odcinków
| #  | Tytuł | Premiera         |
| -- | --- | ---------------- |
| 1  | Taiyō no katamuita kono sekai de (太陽の傾いたこの世界で (lit. In this twilight world) -broken chronograph-)                                   | 11 kwietnia 2017 |
| 2  | Sora no ue no mori no naka no (空の上の森の中の (lit. In the forest in the sky) -late autumn night's dream-)                                   | 18 kwietnia 2017 |
| 3  | Kono tatakai ga owattara (この戦いが終わったら (lit. Until this war is over) -starry road to tomorrow-)                                        | 25 kwietnia 2017 |
| 4  | Kaeranu mono to, machi-tsuzuketa mono-tachi (帰らぬ者と、待ち続けた者たち (lit. Those who wait, and those who do not come back) -dice in pot-) | 2 maja 2017      |
| 5  | Dare mo kare mo ga, seigi no na no moto ni (誰も彼もが、正義の名のもとに (lit. Everyone, in the name of justice) -from dawn till dusk-)        | 9 maja 2017      |
| 6  | Kienai kako, kieteiku mirai (消えない過去、消えていく未来 -no news was good news-)                                                             | 16 maja 2017     |
| 7  | Tadaima kaerimashita (ただいま、帰りました (lit. I'm home, Welcome home) -home, sweet home-)                                                   | 23 maja 2017     |
| 8  | Izure sono yō wa ochiru to shite mo (いずれその陽は落ちるとしても (lit. Even if the sun is about to set) -slight light, slight hope-)          | 30 maja 2017     |
| 9  | Tatoe mirai ga mienakute mo (たとえ未来が見えなくても (lit. Even if it's impossible to see the future) -moonlit sorcery-)                      | 6 czerwca 2017   |
| 10 | Ima kono toki no kagayaki o (いまこの時の輝きを (lit. This present radience) -my happiness-)                                                   | 13 czerwca 2017  |
| 11 | Dō ka, wasurenai de (どうか、忘れないで (lit. Do not forget me) -evidence of existence-)                                                       | 20 czerwca 2017  |
| 12 | Sekai de ichiban shiawase na on'na no ko (世界で一番幸せな女の子 (lit. The happiest girl in the world) -CHTHOLLY-)                             | 27 czerwca 2017  |